# Tecticeps
Tecticeps (лат.) — род равноногих ракообразных единственный в составе монотипического семейства Tecticipitidae из подотряда Sphaeromatidea (Sphaeromatoidea). Северная часть Тихого океана. 13 видов, из них 3 обитают в российской части вод Японского моря.

## Описание
Длина 1—2 см. Антенны сверху не видны, так как прикрыты оттянутой формой переднего края головы. Способны сворачиваться в шар как мокрицы. Тело выпуклое, широкоовальное; 1-й плеопод хватательный, с ложной клешнёй. 2-й плеопод у самца хватательный, а у самки ходильный (остальные плеоподы ходильные). Уроподы двуветвистые. Раздельнополые формы с выраженным половым диморфизмом. Резец мандибул прямоугольный, с маленьким латеральным зубцом; дистальный край подвижной пластинки мандибул мелко зазубренный; зубного ряда нет. Протопод срастается с эндоподами уроподов, а экзопод узкий, подвижно сочленённый, равен по длине или немного длиннее эндопода.

## Систематика
13 видов. Ранее род Tecticeps включали в состав семейства Sphaeromatidae. В фауне России на Дальнем Востоке встречаютсяTecticeps alascensis Richardson, 1897, Tecticeps glaber Gurjanova, 1933 и Tecticeps serratus Gurjanova, 1935.
- Tecticeps alascensis Richardson, 1897
- Tecticeps anophthalmus Birstein, 1963
- Tecticeps carinatus Gurjanova, 1933
- Tecticeps convexus Richardson, 1899
- Tecticeps glaber Gurjanova 1933
- Tecticeps japonicus Iwasa, 1934
- Tecticeps leucophthalmus Gurjanova, 1936
- Tecticeps marginalis Gurjanova, 1935
- Tecticeps nodulosus Gurjanova, 1935
- Tecticeps pugettensis Hatch, 1947
- Tecticeps renoculis Richardson, 1909
- Tecticeps serratus Gurjanova, 1935